# نیکاگولا
نیکاگولا (به لاتین: Nikagolla) یک منطقهٔ مسکونی در سری‌لانکا است که در استان مرکزی (سری‌لانکا) واقع شده‌است.